# شاپرک‌واران کرم‌میوه

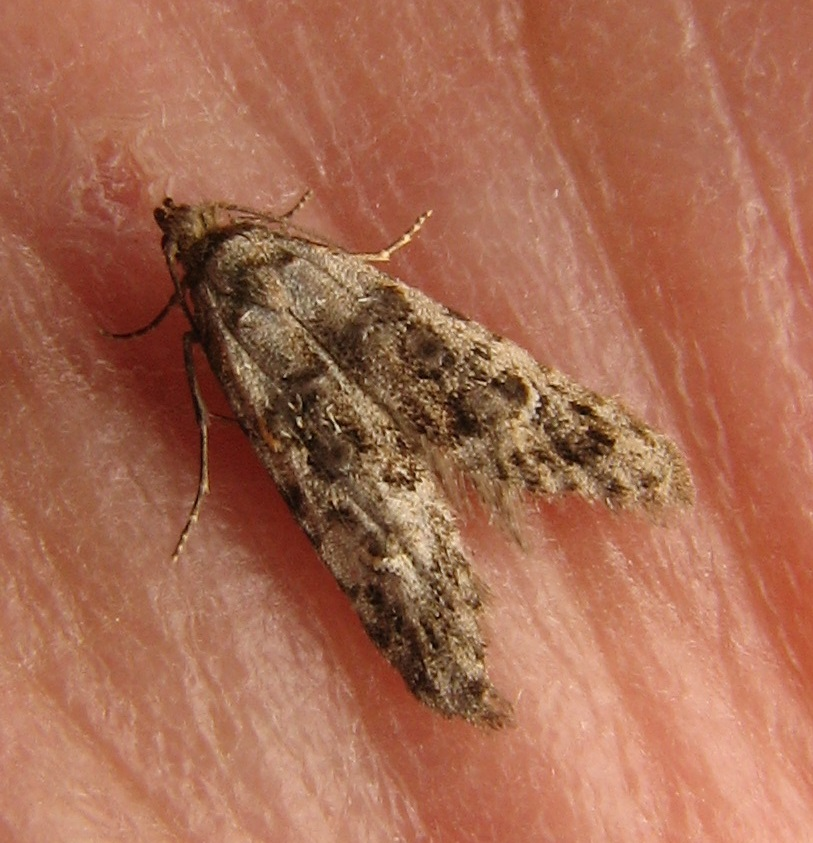
Bondia sp.

شاپرک‌واران کرم میوه (به لاتین: Carposinoidea)، یک بالاخانواده از حشرات در راسته پروانه‌سانان است. این بالاخانواده با نام Copromorphoidea نیز شناخته می‌شود که یک مترادف کوچک است. این پروانه‌ها کوچک تا متوسط هستند (۱۰–۵۰ میلی‌متر در طول بال‌ها) و بال‌های پهن هستند که تا حدودی به بالاخانواده‌های برگ‌پیچان (Tortricoidea) و پینه‌دارواران (Immoidea) شباهت دارند. شاخک‌ها اغلب به‌خصوص در نرها «دندانه‌دار (پکتینه)» هستند و بسیاری از گونه‌های این پروانه‌های استتارشده دارای توده‌های برآمده از پولک بر روی بال‌ها و حاشیه‌های خاصی از پولک‌ها در پایه بال عقبی هستند که گاهی تنها در ماده‌ها وجود دارد. چندین ویژگی ساختاری دیگر نیز وجود دارد (کامن، ۱۹۹۰؛ داگدیل و همکاران، ۱۹۹۹). موقعیت این بالاخانواده مشخص نیست، اما در گروه طبیعی "Apoditrysia"  "Obtectomera" (Minet, 1991) جای گرفته‌است، نه در میان بالاخانواده‌های Alucitoidea یا زلفک‌داران (Epermenioidea) که گاهی در گذشته در آن جای گرفته‌است. به این دلیل که ویژگی‌های لاروی و شفیرگی مشترک این گروه‌ها احتمالاً به‌طور مستقل تکامل یافته‌است. پیشنهاد شده‌است که تقسیم به دو خانواده باید کنار گذاشته شود (به عنوان مثال هالووی و همکاران، ۲۰۰۱).
شاپرک‌واران کرم میوه (Carposinoidea)، در سرتاسر جهان به جز ناحیه شمال غربی دیرین‌شمالگان (Palaearctic) وجود دارد.